# Be-1グランプリ
『Be-1グランプリ』（ビーワングランプリ）は、うすくら屋が主催するピン芸コンクール。通称「Be-1」。
2020年『R-1グランプリ』のルール改定により生まれた、芸歴11年以上のピン芸人の大会。

## 概要
芸歴11年以上の1人芸で誰が一番おもしろいかを決める大会であり、吉本興業主催『R-1グランプリ』に参加できなくなった出場者を対象に行われている。
タイトルの「Be」は『Being』の存在から由来している。
第1回大会回から「とにかく面白い1人芸」を披露することがルールとなっており、古典落語以外なら基本的に何でもあり。落語家、モノマネ芸人、漫談家・一人コント師だけでなく、普段はコンビ、グループで活動している芸人でも個人で参加出来るようになっている。
R-1グランプリ2024よりエントリー資格「芸歴10年以内」が撤廃されたため、2024年度以降の開催が延期となった。

## 変遷
- 第2回大会（2022年）から中小企業診断士マキノヤ先生がスポンサーになる。
- 第3回大会（2023年）から全国ツアーを開始。名古屋、横浜、東京、京都、大阪で開催される。

## 予選
毎年開催年の前年12月から2月にかけて東京と大阪（2023年‐）で予選が行われ、1回戦・2回戦・準決勝へと進んでいく。
過去1度でも準決勝以上に進出した者とR-1グランプリ決勝・準決勝経験者にはシード権があり、1回戦が免除される。準決勝は東京会場の1会場で行われている。
予選のネタの制限時間は、1・2回戦は2分、準決勝以降は3分。
毎年開催年の前年12月から2月にかけて東京と大阪で予選が行われ、1回戦・2回戦・準決勝へと進んでいく。

## 敗者復活戦
第1回（2021年）に導入。
出場者は準決勝敗退者で、ネタの持ち時間は3分。審査方法は、会場の一般観客の投票のみで行われる。
勝者は決勝にてネタ披露。上位3名のみが決勝戦に進出した。

## 決勝戦
2月に決勝大会が開催される。
決勝戦は第2回（2022年）以降、基本的に渋谷ユーロライブで行われる。第1回（2021年）のみ新宿角座で行われた。

## 出演者
いずれも決勝大会。

### 司会・進行
| 回 | 年     | 司会                   | 進行         |
| -- | ------ | ---------------------- | ------------ |
| 1  | 2021年 | 藤井ペイジ（飛石連休） | 野々原さやね |
| 2  | 2022年 | 佐々木優介（磁石）     | 野々原さやね |
| 3  | 2023年 | 藤井ペイジ（飛石連休） | 日里麻美     |

### 審査員
| 回 | 審査員                 | 審査員       | 審査員   | 審査員         | 審査員     | 審査員       | 審査員     |
| -- | ---------------------- | ------------ | -------- | -------------- | ---------- | ------------ | ---------- |
| 1  | じゅんいちダビッドソン | ガッテン森枝 | 中山功太 | やまもとまさみ | 元祖爆笑王 | マキノヤ先生 |            |
| 2  | ユウキロック           | ガッテン森枝 | 中山功太 | やまもとまさみ | 元祖爆笑王 | マキノヤ先生 | 笑福亭羽光 |
| 3  | なだぎ武               | 田上よしえ   | 中山功太 | やまもとまさみ | 元祖爆笑王 | マキノヤ先生 | 笑福亭羽光 |

## 歴代優勝者
※大会期間の最終日が決勝戦開催日。
| 回 | 大会期間                     | 決勝戦当日    | 優勝者     | 決勝進出回数 | 所属事務所（当時）             | エントリー数 |
| -- | ---------------------------- | ------------- | ---------- | ------------ | ------------------------------ | ------------ |
| 1  | 2021年1月5日 - 2021年2月20日 | 2021年2月20日 | 野田ちゃん | -            | SMA                            | 62名         |
| 2  | 2022年1月4日 - 2022年2月19日 | 2022年2月19日 | 街裏ぴんく | 2年連続      | トゥインクル・コーポレーション | 106名        |
| 3  | 2023年1月4日 - 2023年2月20日 | 2023年2月20日 | 紺野ぶるま | 初出場       | 松竹芸能 東京                  | 123名        |